# Teinoptera lunaki
Teinoptera lunaki là một loài bướm đêm thuộc họ Noctuidae. Nó được tìm thấy ở Yugoslavia, Macedonia, Bulgaria và Hy Lạp.
Con trưởng thành bay từ tháng 5 đến tháng 6.

## Phụ loài
- Teinoptera lunaki lunaki
- Teinoptera lunaki boursini (Hy Lạp)
- Teinoptera lunaki moreana (Hy Lạp)